# Радостиня
Радостиня (пол. Radostynia, нім. Radstein) — село в Польщі, у гміні Біла Прудницького повіту Опольського воєводства.
Населення — 438 осіб (2011).

## Демографія
Демографічна структура станом на 31 березня 2011 року:
|          | Загалом | Допрацездатний вік | Працездатний вік | Постпрацездатний вік |
| -------- | ------- | ------------------ | ---------------- | -------------------- |
| Чоловіки | 212     | 40                 | 143              | 29                   |
| Жінки    | 226     | 41                 | 130              | 55                   |
| Разом    | 438     | 81                 | 273              | 84                   |